# Меріон Піттман-Аллен
Мéріон Пíттман-Áллен (англ. Maryon Pittman Allen; 30 листопада 1925, Мерідіан, Міссісіпі, США – 23 липня 2018, Бірмінгем, Алабама, США) — американська журналістка та політична діячка, сенаторка від штату Алабама (1978). Призначена на посаду після смерти свого чоловіка, щоб заступити його місце.

## Життєпис

### Молодість
Меріон Піттман народилася в Мерідіані, штат Міссісіпі, 1925 року. Наступного року сім'я переїздила до Бірмінгему в Алабамі, де її батько здійснював купівлю-продаж тракторів. Там вона провела своє дитинство та навчалася у середній школі. З 1944 до 1947 Меріон вивчала журналістику в Університеті Алабами, проте не закінчила його. 1946 року, бувши студенткою, вона взяла шлюб з Джошуа Маллінзом, з яким мала трьох дітей. 1959 Меріон і Джошуа розлучилися.

### Журналістська праця
Після розлучення, Піттман спочатку працювала страховою агенткою, а потім редакторкою жіночих шпальт у п'яти газетах Бірмінгема. Здобутий досвід дозволив їй стати штатною дописувачкою для «Бірмінгем Ньюз. 1964 року вона брала інтерв'ю у Джеймса Аллена, молодшого губернатора Алабами, на тему його промови, адресованої Федерації жіночих клубів в Алабамі (англ. Alabama Federation of Women's Clubs). Вона взяла шлюб з Алленом, який був удівцем з двома дітьми, у серпні 1964 року.

### Дружина політика
Як молодший губернатор, Джим Аллен мав головувати на спеціальній сесії Алабамському Сенаті, яку губернатор Джордж Воллес скликав за три дні до весілля Меріон з Джимом. Пізніше Меріон напише в газетній статті, що ця сесія створила для подружжя «найпублічніший і найполітичніший медовий місяць, який можна уявити».
1967, того ж року, коли в чоловіка Піттман-Аллен закінчився губернаторський термін, їй діагностували туберкульоз, який вона лікувала кілька місяців. Рік потому алабамські газети надрукували серію її статей, у яких Піттман-Аллен описала пережите. У своїх статтях вона також писала про програми опіки у лікарнях Алабами та спонукала читачів перевіритися на наявність туберкульозу та зробити рентгенографію легенів.
1968 року чоловік Піттман-Аллен виграв вибори до Сенату США. Коли він обійняв посаду сенатора від Алабами в січні 1969, Меріон супроводжувала його до Вашингтона. Вона продовжила журналістську діяльність, мала свою шпальту «Роздуми новинної квочки» (англ. The Reflections of a News Hen) в алабамських газетах. Згодом Піттман-Аллен здобула нагороду за «найкращу оригінальну шпальту» від Алабамського об'єднання преси (англ. Alabama Press Association).

### Політична діяльність
Джеймс Аллен раптово помер 1 червня 1978 року від серцевого нападу. Тиждень потому, губернатор Алабами Джорж Воллес призначив Меріон Піттман-Аллен на місце чоловіка до наступних виборів.
У Сенаті Піттман-Аллен здобулася призначення у два комітети, в яких працював її чоловік: судове право та сільське господарство; харчування та лісництво. Та проте їй не вдалося дістати призначення у комітет з правил та керування. Меріон стала першою жінкою, що служила в комітеті з судового права.
У жовтні 1978 вона проголосувала за пропозицію дозволити штатам, що затвердили поправку про рівноправ'я, визнати ратифікацію недійсною. Тоді поправку затвердили 35 штатів; для додання її в Конституцію США бракувало ще трьох. Більшість не підтримала пропозицію штатам скасувати ратифікації. Було проголосовано за те, щоб дати три додаткових роки для затвердження поправки іншими штатами, однак і це виявилося марним.
Після призначення до Сенату, Меріон Піттман-Аллен вирішила висуватися на додаткові вибори у листопаді 1978 року, щоб залишитися на посаді ще впродовж двох років, до кінця терміну свого чоловіка. Губернатор Воллес теж мав намір висуватися на посаду сенатора, але натомість підтримав кандидатуру Піттман-Аллен. Репутація Меріон постраждала після того, як «Вашингтон Пост» опублікувала її інтерв'ю новинарці Саллі Квін. Квін зацитувала її критичні заяви стосовно губернатора Воллеса та його дружини Люрлін Воллес. Сенаторка заявила, що Квін викривила її слова, але це однаково відчужило багатьох алабамців. Деякі люди не зрозуміли її рішення дати інтерв'ю «Вашингтон Пост», що вважалася республіканцями ліберальною газетою.
Піттман-Аллен набрала більшість голосів у першому турі передвиборів 5 вересня 1978 року (44% від загальної кільности), але в другому програла сенаторові Дональду Стюарту: він здобув на понад 120 000 голосів більше. Стюарт переміг на загальних виборах, а Піттман-Аллен покинула Сенат 7 листопада 1978 року.

### Останні роки
Після нетривалої праці в Сенаті, Меріон Піттман-Аллен працювала дописувачкою для «Вашингтон Пост». Пізніше вона повернулася до Алабами, де провадила роботу, пов'язану зі зв'язками з громадськістю.
Меріон Піттман-Аллен померла 23 липня 2018 у віці 92 років.